# 2MASS J09293364+3429527
2MASS J09293364+3429527 ist ein etwa 25 Parsec von der Erde entfernter Brauner Zwerg im Sternbild Kleiner Löwe. Er wurde 2000 von J. Davy Kirkpatrick et al. entdeckt. Er gehört der Spektralklasse L8 an.